# هرایر موسسیان
هرایر هوهانسی موسسیان (ارمنی: Հրայր Հովհաննեսի Մովսիսյան؛ انگلیسی: Hrair Movsesian؛ زاده ۹ اکتبر ۱۹۲۴ - درگذشته ۲۵ مارس ۱۹۹۴) زبان‌شناس و فارسی‌پژوه اهل ارمنستان بود.

## زندگی‌نامه
وی در ۹ اکتبر ۱۹۲۴ (۱۳۰۳) در بندر پهلوی به دنیا آمد. تحصیلات دبستانی و دبیرستانی را در مدارس زادگاهش، مدرسه هایکازیان-داوتیان و تمدن، به پایان برد. در ۱۹۴۶م (۱۳۲۵) با گروهی از دوستان جوان ارمنی‌اش برای ادامهٔ تحصیل راهی ارمنستان شد و در دانشگاه زبان‌های خارجی در رشتهٔ زبان انگلیسی تحصیلاتش را پی گرفت. در ۱۹۵۱م دورهٔ انستیتوی دولتی زبان‌های خارجی را به پایان رساند. از ۱۹۵۲ تا ۱۹۵۶م در مدرسهٔ واردنیس در استان گغارکونیک زبان انگلیسی تدریس کرد. در ۱۹۶۱م در آموزشگاه خاورشناسی آکادمی علوم ارمنستان از پایان‌نامهٔ فوق لیسانس خود با نام آثار بزرگ علوی دفاع کرد و از آن پس در همان آکادمی سرگرم کار شد. در ۱۹۶۲م با دفاع از پایان‌نامه‌اش با نام داستان‌های کوتاه بزرگ علوی دانشنامهٔ دکتری گرفت. وی در ۲۵ مارس ۱۹۹۴ (۱۳۷۳) در سن ۶۹ سالگی در ایروان درگذشت.

## آثار
وی مقالات فراوانی دربارهٔ ادبیات ایران در نشریات گوناگون به چاپ رسانده است که آن شمارند: «نقش قهرمان نوین در داستان‌های کوتاه بزرگ علوی» به ارمنی (مجموعهٔ خاورشناسی، ایروان، ۱۹۶۴م، جلد دوم، صص ۳۶۶–۳۷۸), «پیشرفت نظم فارسی در اوایل قرن بیستم»، «بررسی کوتاهی در تاریخ تئاتر ایران»، «نثر فارسی در سال‌های پس از جنگ جهانی دوم» (مجموعهٔ ایزوستیا، ایروان، ۱۹۶۲م، شمارهٔ ۲، صص ۴۹–۶۲) و «نظرات شعاری ایران دربارهٔ ادبیات فارسی».
فعالیت‌های علمی هرایر در زمینهٔ ایران‌شناسی و ادبیات فارسی بسیار گسترده بود. وی در ۱۹۶۳م افسانه‌های ایرانی را به یاری ا. پهلوانیان به ارمنی درآورد و در ۱۹۹۲م بادهٔ عشق سیدروح‌الله خمینی را به ارمنی برگرداند.
از دیگر آثارش: 
- موضوعات سوسیالیستی در آثار فارسی (۱۹۶۸م)
- حکایت‌های ایرانی (۱۹۶۹م)
- از آثار بزرگ علوی (لنینگراد، ۱۹۶۲م)
- نویسندگان ارمنی به فارسی (۱۹۸۲)
- کشورها و ملل آسیای میانه و نزدیک (۱۹۸۲م)
- از ادبیات معاصر ایران (۱۹۸۲م)
- مثل‌های فارسی